# Jordan Peew
Jordan Todorow Peew (bułg. Йордан Тодоров Пеев, ur. 28 stycznia 1884 w Tulczy, zm. 10 października 1938 w Sofii) – bułgarski wojskowy, generał major, w latach 1937-1938 szef sztabu armii.

## Życiorys
Urodził się w Tulczy, w rodzinie bułgarskiego kupca Todora. Po śmierci ojca przeniósł się do Szumenu. Dzięki wsparciu wuja, deputowanego do parlamentu Atanasa Kraewa ukończył szkołę średnią i podjął pracę w zawodzie nauczyciela we wsi Apriłowo. Wkrótce przerwał pracę i wstąpił do szkoły wojskowej w Sofii, którą ukończył w roku 1908. Służył początkowo w 7 pułku piechoty, a następnie w 21 pułku piechoty, gdzie dowodził kompanią. Studiował w Nikołajewskiej Akademii Sztabu Generalnego w Petersburgu. W czasie wojen bałkańskich dowodził kompanią 1 pułku piechoty. Po zakończeniu II wojny bałkańskiej awansował na stopień kapitana.

## I wojna światowa
Po przystąpieniu Bułgarii do wojny po stronie państw centralnych Peew objął dowództwo kompanii w 21 pułku piechoty, a pod koniec 1915 służył jako oficer sztabowy 2 dywizji piechoty. W 1917 dowodził kompanią w 43 pułku piechoty, a następnie kierował wydziałem operacyjnym w sztabie armii.

## Okres międzywojenny
Po ukończeniu kursu w Akademii Wojskowej w Sofii od 1919 prowadził wykłady w szkole wojskowej. Od 1921 pełnił funkcję przewodniczącego Wojskowej Komisji Historycznej przy sztabie generalnym, a także redaktora naczelnego czasopism wojskowych (Военен журнал, Български воин i Съвременна пехота). W 1924 objął dowództwo 18 pułku piechoty, a następnie dowódcy 12 pułku piechoty. W 1928 uzyskał awans na stopień pułkownika.
W 1931 otrzymał stanowisko komendanta szkoły wojskowej w Wielkim Tyrnowie, a trzy lata później inspektora Komendy Głównej Żandarmerii. W 1934 kierował Akademią Wojskową w Sofii. W 1935 objął dowództwo 5 pułku piechoty, a po awansie na pierwszy stopień generalski objął stanowisko szefa wydział w sztabie armii. W latach 1036–1937 pełnił funkcję inspektora Straży Granicznej. Od stycznia 1937 do śmierci pełnił funkcję szefa sztabu generalnego armii bułgarskiej.

## Zabójstwo
10 października 1938 gen. Peew wspólnie z towarzyszącym mu dyrektorem Instytutu Geograficznego, mjr Dimitarem Stojanowem zmierzali pieszo w kierunku Ministerstwa Wojny. Przed budynkiem Ministerstwa Sprawiedliwości podszedł do nich 33-letni mężczyzna w szarym ubraniu, uzbrojony w dwa rewolwery. Mężczyzna oddał sześć strzałów z w kierunku Peewa i Stojanowa, a następnie strzelał dalej, kiedy już leżeli na ziemi. Na koniec popełnił samobójstwo. W czasie sekcji w ciele zabitego generała znaleziono sześć kul z rewolweru. Przyczyny zabójstwa nie były jasne - sprawca prawdopodobnie był osobą niezrównoważoną psychicznie.

## Awanse
- podporucznik (Подпоручик) (1908)
- porucznik  (Поручик) (1911)
- kapitan  (Капитан) (1914)
- major  (Майор) (1918)
- podpułkownik  (Подполковник) (1923)
- pułkownik  (Полковник) (1928)
- generał major  (Генерал-майор) (1936)

## Odznaczenia
- Order za Waleczność IV st. kl. I i II
- Order Zasługi Wojskowej kl.IV
- Order Świętego Aleksandra III stopnia i V stopnia z mieczami